# Comuna General Berthelot, Hunedoara
General Berthelot (în maghiară: Alsófarkadin, în germană: Unterwolfsdorf) este o comună în județul Hunedoara, Transilvania, România, formată din satele Crăguiș, Fărcădin, General Berthelot (reședința), Livezi și Tuștea.

## Demografie
Componența etnică a comunei General Berthelot
     Români (88,99%)
     Romi (1,9%)
     Alte etnii (0%)
     Necunoscută (9,11%)
Componența confesională a comunei General Berthelot
     Ortodocși (83,16%)
     Penticostali (4,56%)
     Greco-catolici (1,39%)
     Alte religii (1,65%)
     Necunoscută (9,24%)
Conform recensământului efectuat în 2021, populația comunei General Berthelot se ridică la 790 de locuitori, în scădere față de recensământul anterior din 2011, când fuseseră înregistrați 896 de locuitori. Majoritatea locuitorilor sunt români (88,99%), cu o minoritate de romi (1,9%), iar pentru 9,11% nu se cunoaște apartenența etnică. Din punct de vedere confesional, majoritatea locuitorilor sunt ortodocși (83,16%), cu minorități de penticostali (4,56%) și greco-catolici (1,39%), iar pentru 9,24% nu se cunoaște apartenența confesională.

## Politică și administrație
Comuna General Berthelot este administrată de un primar și un consiliu local compus din 9 consilieri. Primarul, Marina Huzoni[*], de la Partidul Național Liberal, este în funcție din 2004. Începând cu alegerile locale din 2024, consiliul local are următoarea componență pe partide politice:
|  | Partid                          | Consilieri | Componența Consiliului | Componența Consiliului | Componența Consiliului | Componența Consiliului |
|  | ------------------------------- | ---------- | ---------------------- | ---------------------- | ---------------------- | ---------------------- |
|  | Partidul Național Liberal       | 4          |                        |                        |                        |                        |
|  | Partidul Social Democrat        | 3          |                        |                        |                        |                        |
|  | Alianța pentru Unirea Românilor | 1          |                        |                        |                        |                        |
|  | Partidul PRO România            | 1          |                        |                        |                        |                        |

## Atracții turistice
- Conacul "General Henri Berthelot"
- Rezervația naturală "Paleofauna reptiliană Tuștea" (0,5 ha)